# Distretto di Mollepata (La Libertad)
Il distretto di Mollepata  è uno degli otto  distretti della provincia di Santiago de Chuco, in Perù. Si trova nella regione di La Libertad e si estende su una superficie di 71,2  chilometri quadrati.